# Орша
Вижте пояснителната страница за други значения на Орша.
О̀рша или Во̀рша (на беларуски: Орша, Ворша; на руски: Орша; на полски: Orsza) е град в източната част на Беларус, административен център на Оршански район, Витебска област. Населението на града е 115 052 души (по приблизителна оценка от 1 януари 2018 г.).

## География
Градът е разположен по брега на река Днепър.

## Побратимени градове
- Белци, Молдова
- Бондено, Италия
- Вязма, Русия
- Перник, България